# 에리카 크리스틴슨
에리카 크리스틴슨(Erika Christensen, 1982년 8월 19일 ~ )은 미국의 배우이다.

## 출연 작품
- 미스언더스탠드